# Bowie (Texas)
Bowie is een plaats (city) in de Amerikaanse staat Texas, en valt bestuurlijk gezien onder Montague County.

## Demografie
Bij de volkstelling in 2000 werd het aantal inwoners vastgesteld op 5219.
In 2006 is het aantal inwoners door het United States Census Bureau geschat op 5566, een stijging van 347 (6,6%).

## Geografie
Volgens het United States Census Bureau beslaat de plaats een oppervlakte van
9,8 km², geheel bestaande uit land. Bowie ligt op ongeveer 338 m boven zeeniveau.

## Plaatsen in de nabije omgeving
De onderstaande figuur toont nabijgelegen plaatsen in een straal van 32 km rond Bowie.